# Gulf Breeze
Gulf Breeze és una població dels Estats Units a l'estat de Florida. Segons el cens del 2005 tenia 6.455 habitants.

## Demografia
Segons el cens del 2000, Gulf Breeze tenia 5.665 habitants, 2.377 habitatges, i 1.678 famílies. La densitat de població era de 460,5 habitants/km².
Dels 2.377 habitatges en un 28,1% hi vivien nens de menys de 18 anys, en un 57,7% hi vivien parelles casades, en un 10,6% dones solteres, i en un 29,4% no eren unitats familiars. En el 25,3% dels habitatges hi vivien persones soles el 13% de les quals corresponia a persones de 65 anys o més que vivien soles. El nombre mitjà de persones vivint en cada habitatge era de 2,36 i el nombre mitjà de persones que vivien en cada família era de 2,83.
Per edats la població es repartia de la següent manera: un 22,3% tenia menys de 18 anys, un 4,6% entre 18 i 24, un 22,5% entre 25 i 44, un 29,7% de 45 a 60 i un 20,8% 65 anys o més.
L'edat mediana era de 45 anys. Per cada 100 dones de 18 o més anys hi havia 83,6 homes.
La renda mediana per habitatge era de 52.522 $ i la renda mediana per família de 61.661 $. Els homes tenien una renda mediana de 44.408 $ mentre que les dones 28.159 $. La renda per capita de la població era de 34.688 $. Entorn del 3,8% de les famílies i el 4,2% de la població estaven per davall del llindar de pobresa.

## Poblacions més properes
El següent diagrama mostra les poblacions més properes.